# Нортамберленд (Нью-Йорк)
Нортамберленд (англ. Northumberland) — місто (англ. town) в США, в окрузі Саратога штату Нью-Йорк. Населення — 5242 особи (2020).

## Демографія
Згідно з переписом 2010 року, у місті мешкало 5087 осіб у 1792 домогосподарствах у складі 1394 родин. Було 1925 помешкань
Расовий склад населення:
| - 96,0 % — білих - 0,9 % — чорних або афроамериканців - 0,6 % — азіатів - 0,4 % — корінних американців |

До двох чи більше рас належало 1,4 %. Частка іспаномовних становила 2,5 % від усіх жителів.
За віковим діапазоном населення розподілялося таким чином: 26,8 % — особи молодші 18 років, 63,5 % — особи у віці 18—64 років, 9,7 % — особи у віці 65 років та старші. Медіана віку мешканця становила 38,7 року. На 100 осіб жіночої статі у місті припадало 103,5 чоловіків;  на 100 жінок у віці від 18 років та старших — 101,6 чоловіків також старших 18 років.
Середній дохід на одне домашнє господарство  становив 92 781 долар США (медіана — 81 900), а середній дохід на одну сім'ю — 106 072 долари (медіана — 94 457). Медіана доходів становила 54 515 доларів для чоловіків та 46 167 доларів для жінок. За межею бідності перебувало 7,6 % осіб, у тому числі 8,2 % дітей у віці до 18 років та 2,1 % осіб у віці 65 років та старших.
Цивільне працевлаштоване населення становило 2617 осіб. Основні галузі зайнятості: освіта, охорона здоров'я та соціальна допомога — 28,1 %, роздрібна торгівля — 12,6 %, виробництво — 11,5 %, науковці, спеціалісти, менеджери — 11,2 %.